# 馬場亮輔
馬場 亮輔（ばば りょうすけ、1984年（昭和59年）2月4日）は、日本の体操選手。

## 経歴・人物
新潟県出身。早稲田大学人間科学部スポーツ科学科を経て、早稲田大学スポーツ科学学術院スポーツ科学研究科コーチング学修士課程修了。
2006年のアジア大会で、団体総合で銀メダルを獲得した日本チームの一員だった。のち、国士舘大学体育学部体育学科の助教授となった。 